# Parafontaria doenitzi
Parafontaria doenitzi är en mångfotingart som först beskrevs av Karsch 1880.  Parafontaria doenitzi ingår i släktet Parafontaria och familjen Xystodesmidae. Inga underarter finns listade i Catalogue of Life.